# Farga
|  | Per a altres significats, vegeu «Farga (desambiguació)». |

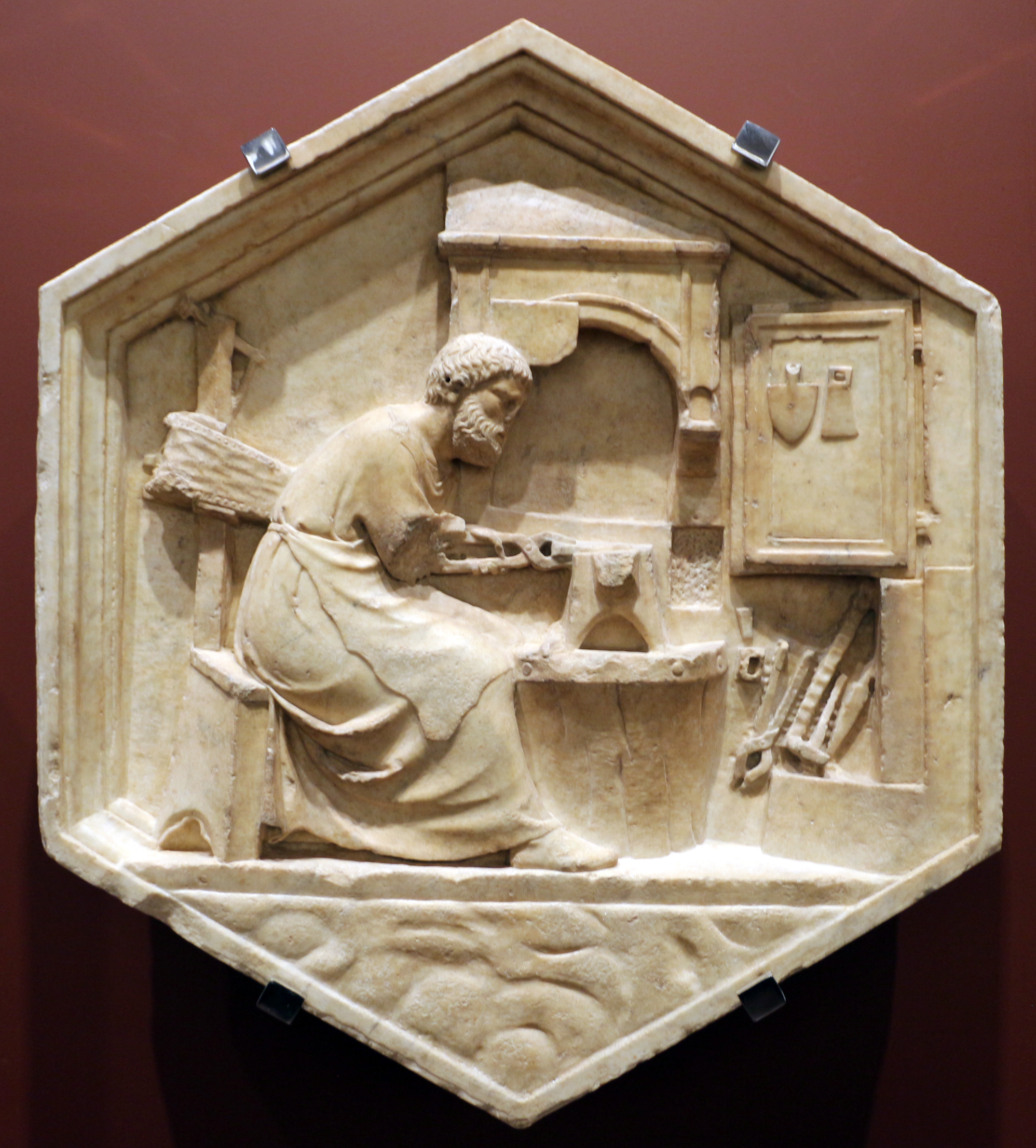
Farga medieval

Forja de carbó de fons

La farga o forja és el taller del ferrer, el lloc on s'escalfa i es treballa el metall emprant l'art de la forja, per tal de deformar-lo, en calent o en fred, mitjançant la utilització d'una eina d'impacte (martell, martinet, martell-piló) i d'un suport (enclusa, matriu, etc..). Rebien especialment el nom de farga aquells llocs on s'obtenia i es treballava el ferro per reducció directa de la mena de ferro. Farga també designa el fornal o fogó on s'escalfen els metalls per tal de forjar-los.

## Etimologia
La paraula farga prové del llatí fabrica ￼després de passar per una sèrie de canvis fonètics, i conservant el significat de «fàbrica». «Forjar» s'usa com a verb tant en el sentit directe de forjar un metall, com en el figurat de concebre una idea o pla.

## Treballs duts a terme a la farga
El treballs més comuns que es feien a una farga eren:
- Adreçar o aplanar peces deformades.
- Estirar peces: a partir d'un material de certes dimensions, aquest és aprimat a cops.
- Reblar: consisteix a fer cabotes a objectes o a unir peces per mitjà dels reblons.
- Foradar: fer forats de mides considerables, amb ajut de punxons o motlles simples.
- Doblegar: conformar una peça en angle.
- Corbar: convertir una peça recta en una corba. Per exemple, una ferradura de cavall.
- Soldar: antigament per soldar dues peces s'escalfaven juntes fins a temperatures prou altes perquè tornessin el metall pastós, s'ajuntaven sobre l'enclusa i es colpejaven suaument fin que quedaven soldades.

## Principi i organització
Una farga artesanal comporta una llar de foc utilitzada per a escalfar un metall (generalment ferro o acer) a una temperatura a la que esdevé mal·leable (quan està roent) o bé a una temperatura on l'enduriment ja no augmenta encara que es segueixi martellejant.
La calor per escalfar el metall s'obté cremant un combustible (carbó, gas, olis) i amb un comburent, la farga ha d'estar dotada d'un sistema de insuflació d'aire (p.e. la trompa de la farga catalana) o d'una manxa accionada manualment (a les fargues primitives). Existeixen igualment petites fargues d'inducció elèctrica.

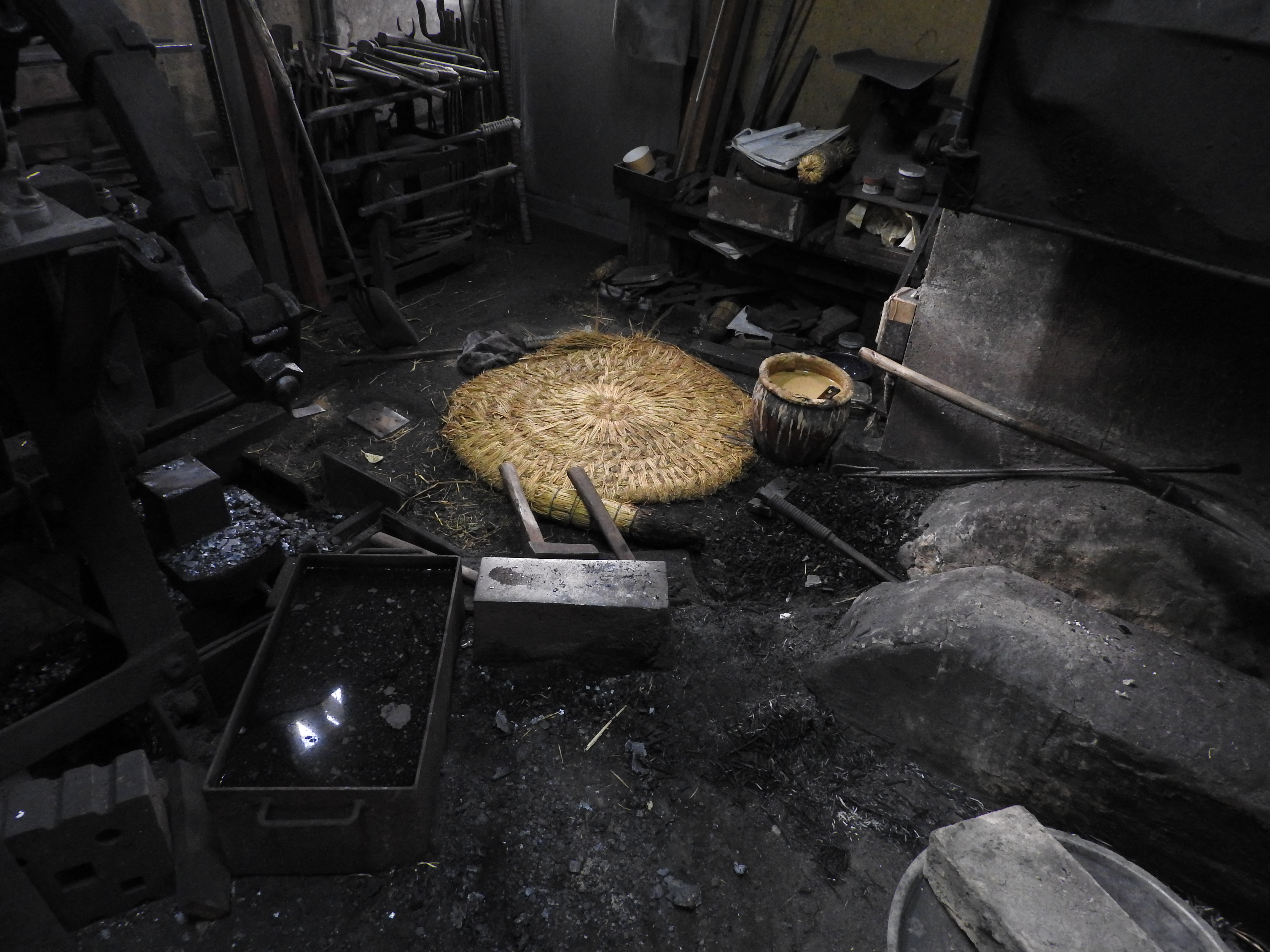
Farga d'un ferrer de sabres japonesos.
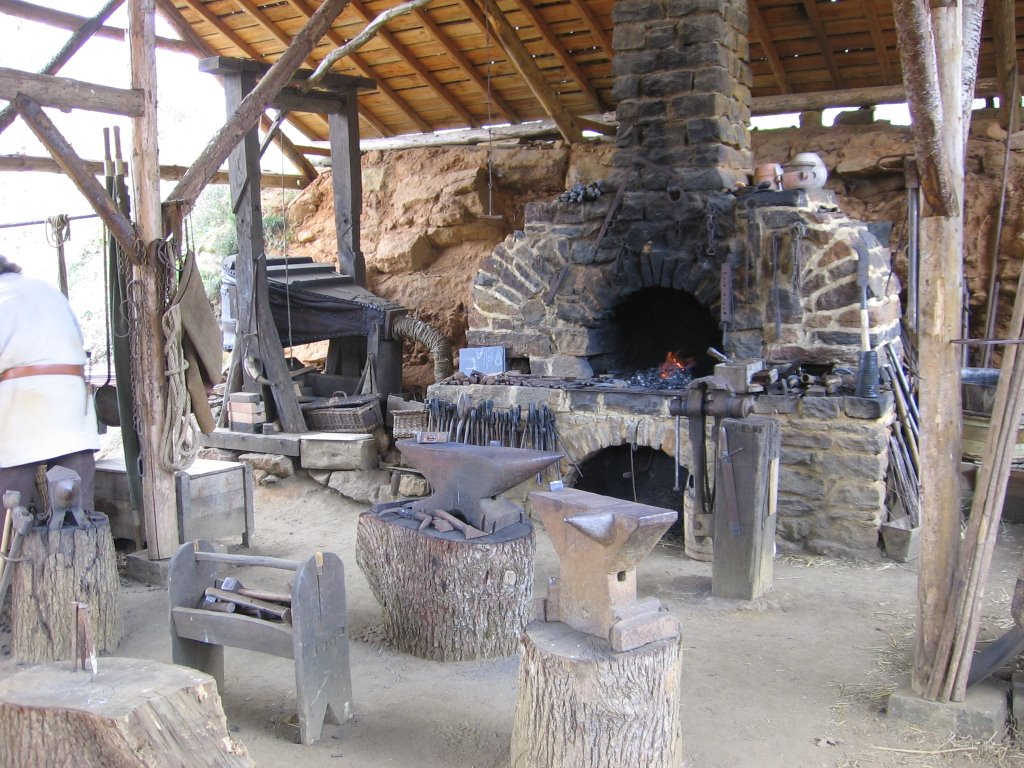
Farga del chantier medieval de Guédelon.
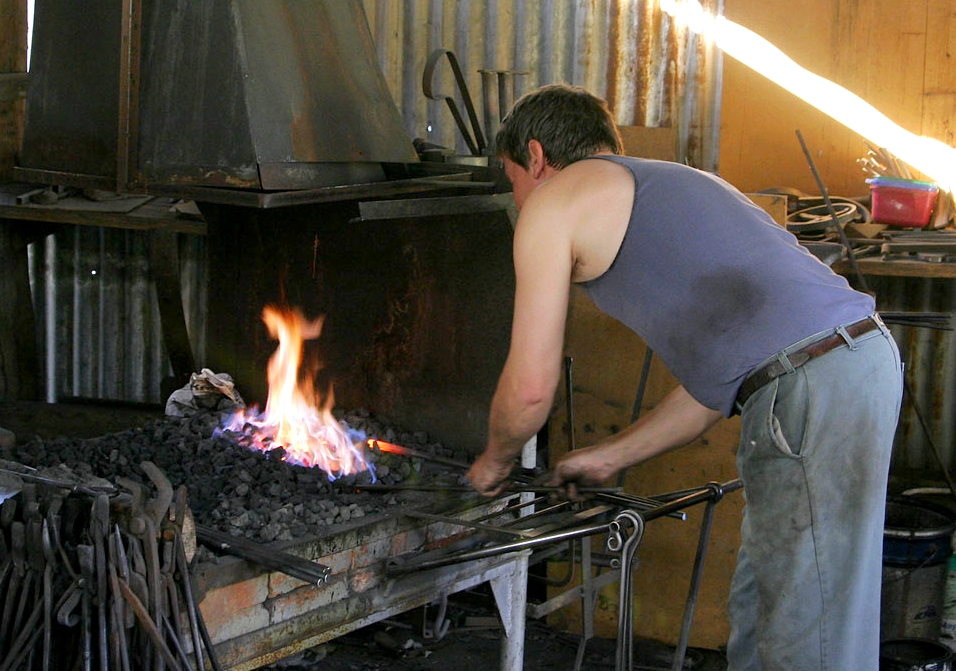
Farga artesanal a Austràlia (XXe segle).
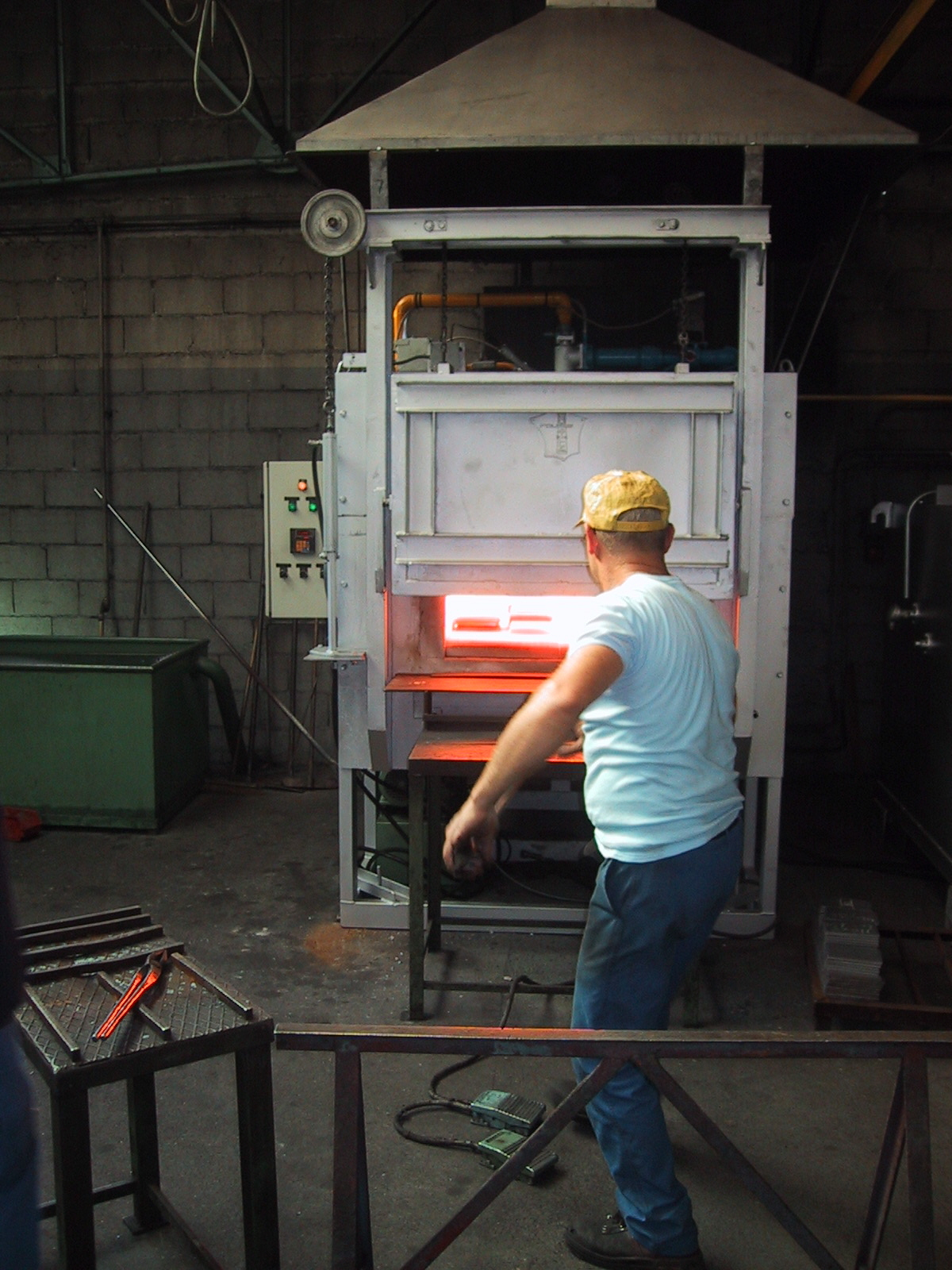
Farga industrial.

Antigament la tècnica es duia a terme a cops de martell. El metall era escalfat en el fornal, agafat amb l'ajut d'unes tenalles de fornal i posat sobre l'enclusa on era colpit pel ferrer.
Les eines a disposició del ferrer són pinces, martells, masses, tisores, punxons, tenalles, raspalls, urpes i d'altres eines per treballar el metall. Tanmateix, el ferrer és capaç de fabricar ell mateix les seves pròpies eines segons les seves necessitats. Materials utilitzats: ferro, acer, bronze, etc.
Comporta igualment una o diverses encluses i un cossi d'aigua emprat per refredar ràpidament el ferro roent, i així temperar (endurir) la peça forjada.

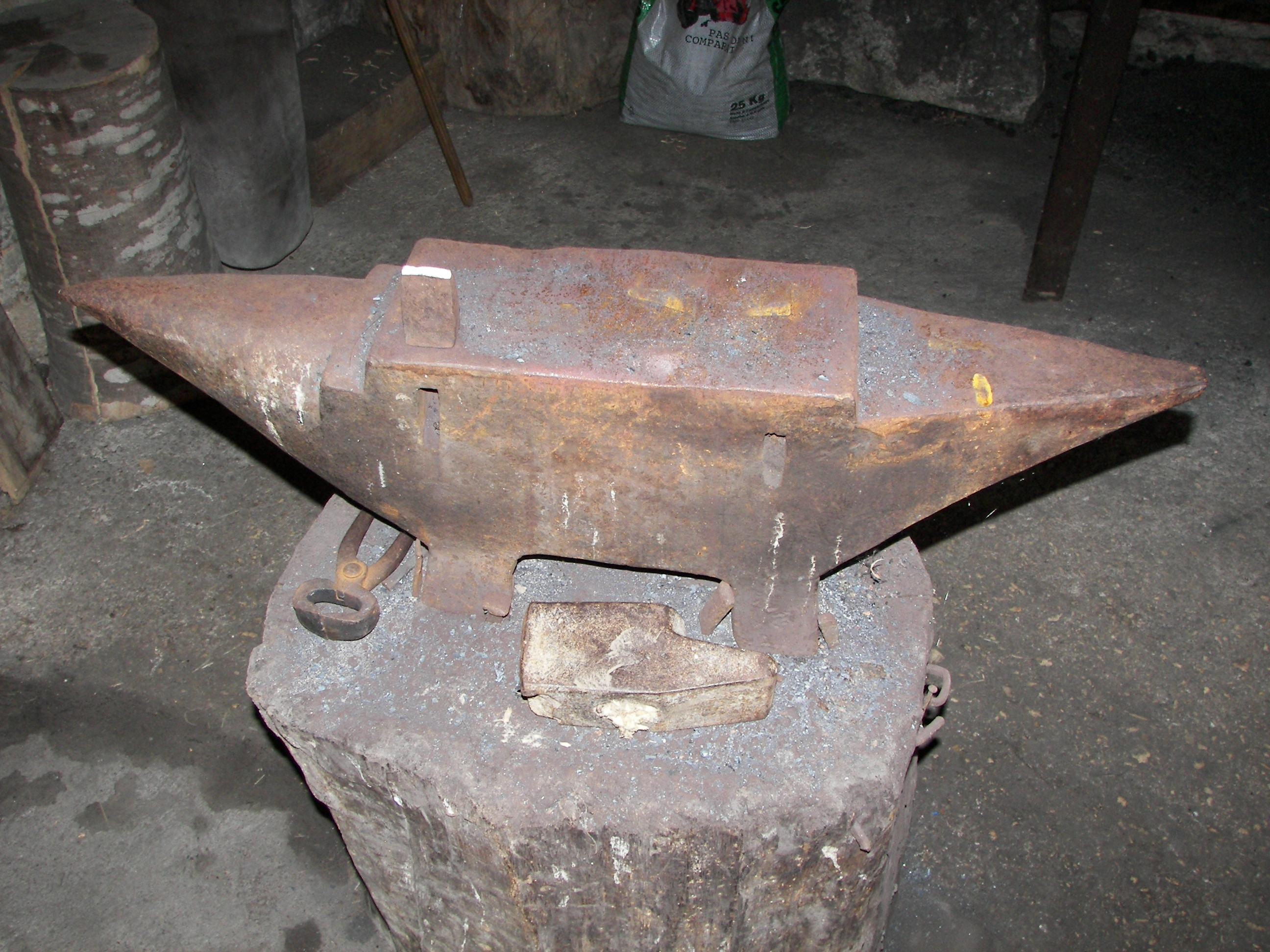
Enclusa
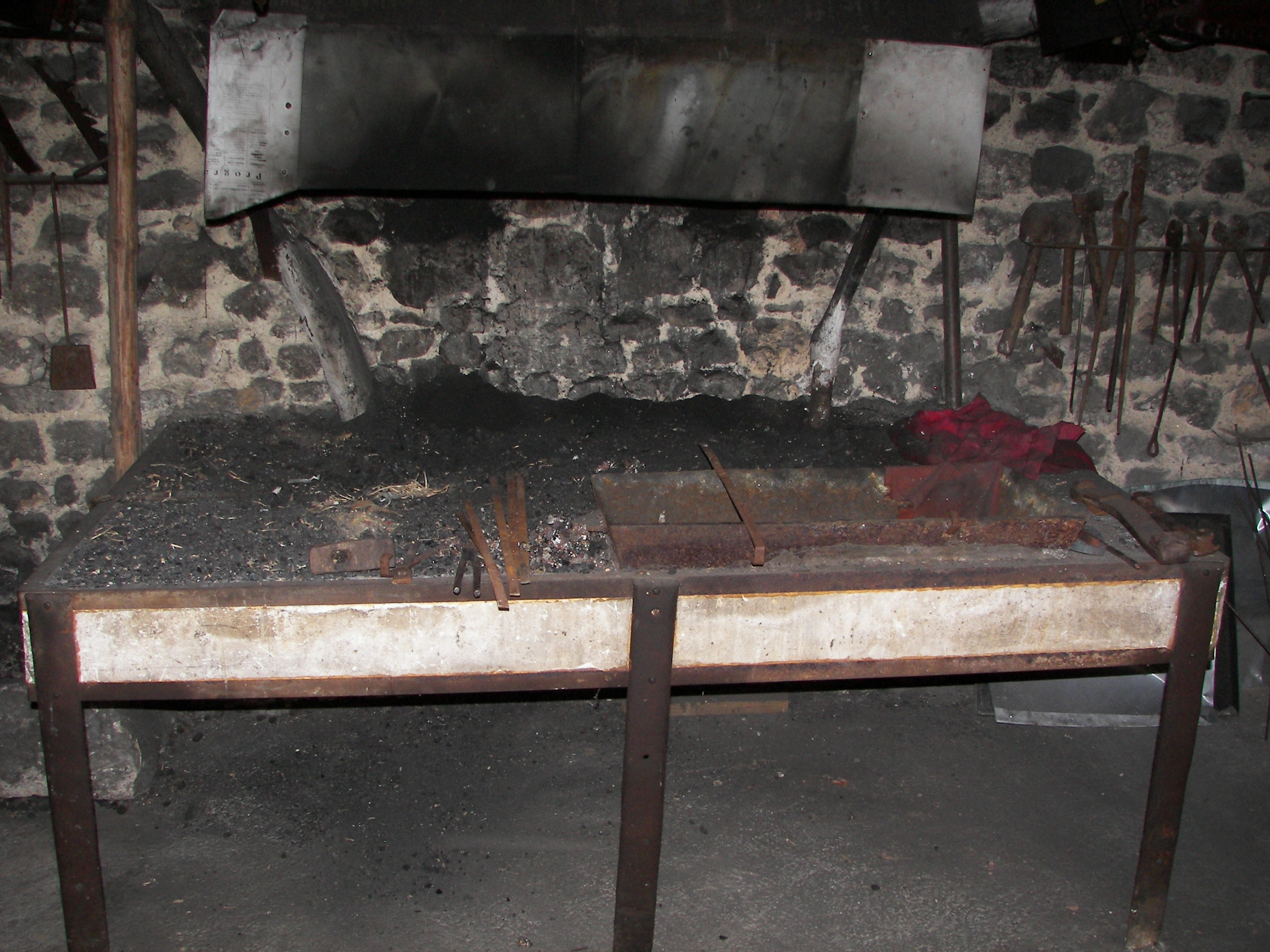
Xemeneia
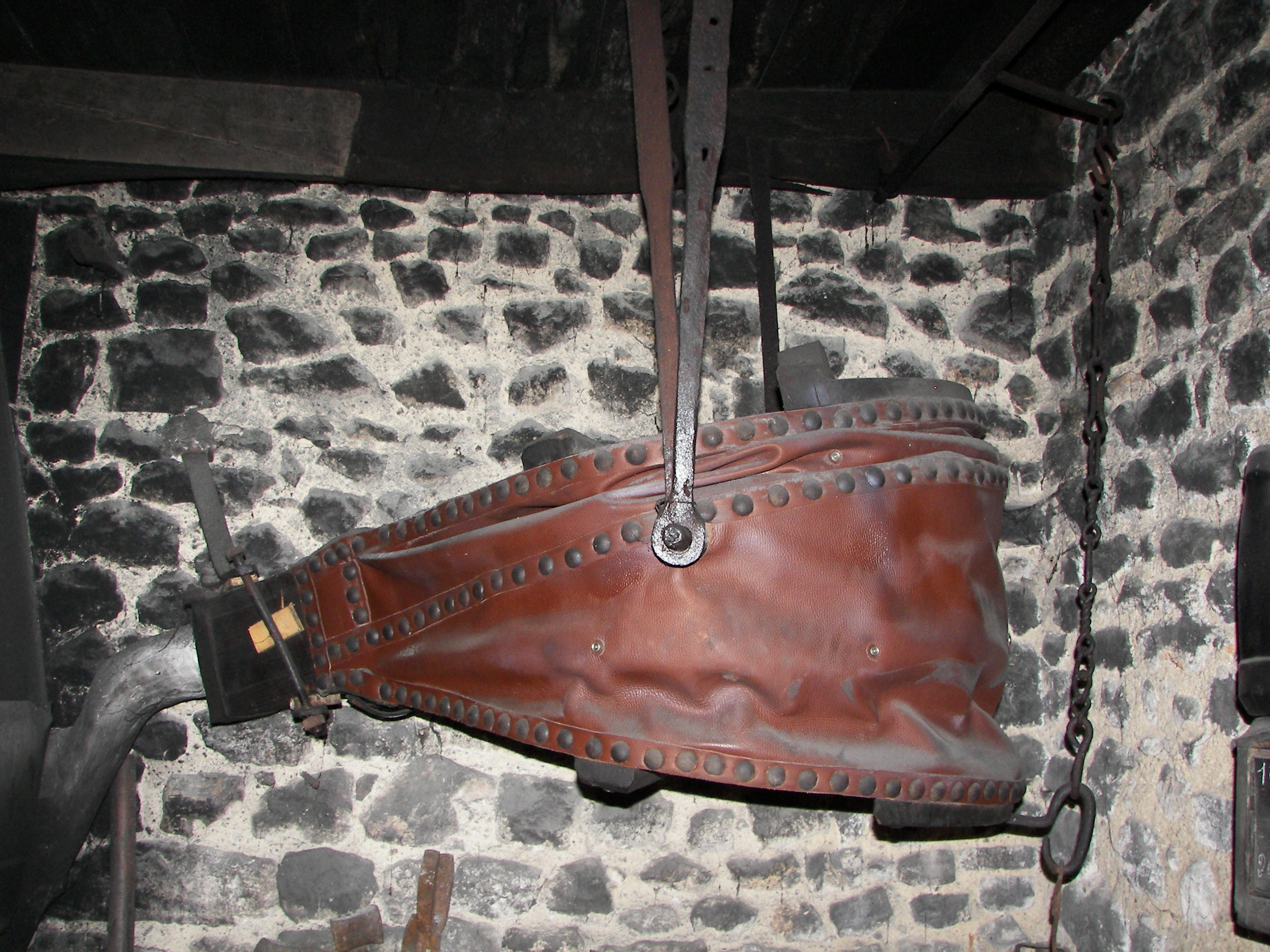
Manxa de forja
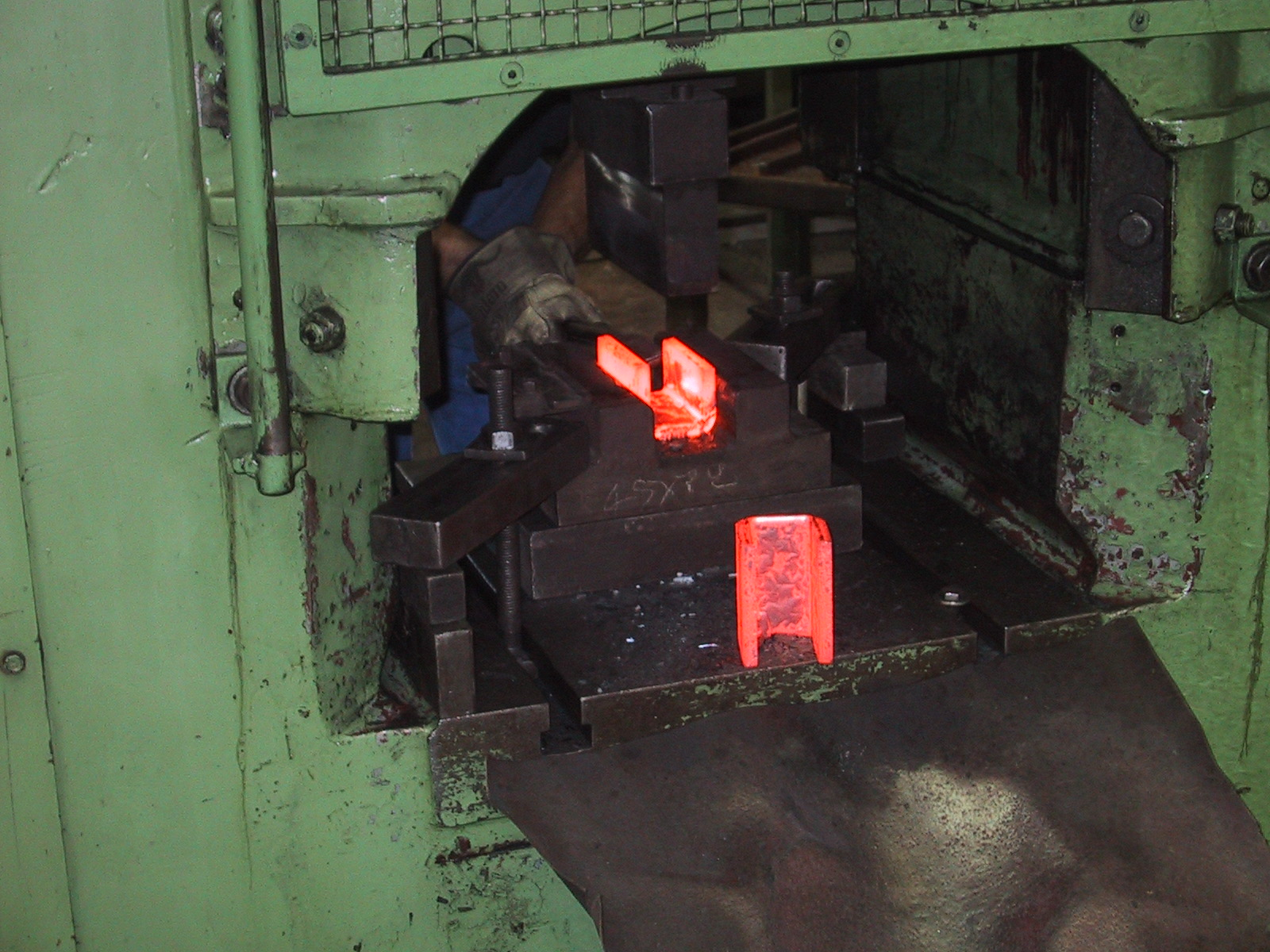
Motlle de forja industrial

En el cas d'objectes produïts en sèrie s'utilitzen motlles.
Una vegada obtinguda la forma final, la peça és generalment sotmesa a tractaments tèrmics permetent controlar l'enduriment o el revingut de la peça en funció del seu ús.

## Impacte ambiental
Des de l'antiguitat, la metal·lúrgia i les fargues han tingut un impacte mediambiental important, amb les mines, el transport i la preparació dels minerals per la muntanya, els residus de vegades rics en metalls pesants, en minerals tòxics o també Metal·loides tòxics, amb l'emissió de vapors tòxics (pel refinament del plom i del mercuri) i sobretot (abans l'aparició del carbó) amb un gran consum de bosc i carbó de fusta, que ha contribuït a disminuir i degradar nombrosos boscos propers a les fargues.